# Marco de Waard
Marco de Waard (Dordrecht, 23 novembre 1961) è un ex cestista olandese.

## Carriera
Con i Paesi Bassi ha disputato i Campionati mondiali del 1986 e tre edizioni dei Campionati europei (1985, 1987, 1989).